# Майкл Естрада
Майкл Естрада (ісп. Michael Estrada, нар. 7 квітня 1996, Гуаякіль) — еквадорський футболіст, нападник мексиканського клубу «Крус Асуль» і національної збірної Еквадору.

## Клубна кар'єра
Народився 7 квітня 1996 року в місті Гуаякіль. Вихованець футбольної школи клубу «Макара». Дорослу футбольну кар'єру розпочав 2013 року в основній команді того ж клубу, в якій провів два сезони, взявши участь у 72 матчах чемпіонату. 
Згодом з 2016 по 2019 рік продовжував грати на батьківщині, захищав кольори «Депортіво Ель Насьйональ», «Індепендьєнте дель Вальє» та тієї ж «Макари».
2020 року перебрався до Мексики, ставши гравцем «Толуки». Відіграв за команду з Толука-де-Лердо наступні два сезони своєї ігрової кар'єри. Більшість часу, проведеного у складі «Толуки», був основним гравцем атакувальної ланки команди.
2022 року був відданий в оренду спочатку до американського «Ді Сі Юнайтед», а згодом до іншого представника мексиканської першості, «Крус Асуль».

## Виступи за збірну
2017 року дебютував в офіційних матчах у складі національної збірної Еквадору.
У складі збірної — учасник розіграшу Кубка Америки 2021 року в Бразилії та чемпіонату світу 2022 року в Катарі.
| Дата       | Місто            | Господарі         | Результат | Гості             | Турнір                          | Голи | Примітки  |
| ---------- | ---------------- | ----------------- | --------- | ----------------- | ------------------------------- | ---- | --------- |
| 5-9-2017   | Кіто             | Еквадор           | 1 – 2     | Перу              | Відбір до ЧС 2018               | -    | 82'       |
| 10-10-2017 | Кіто             | Еквадор           | 1 – 3     | Аргентина         | Відбір до ЧС 2018               | -    | 64' 75'   |
| 6-9-2019   | Гаррісон         | Перу              | 0 – 1     | Еквадор           | товариський матч                | -    | 27' 81'   |
| 10-9-2019  | Куенка           | Еквадор           | 3 – 0     | Болівія           | товариський матч                | 1    | 79'       |
| 13-10-2019 | Ельче            | Еквадор           | 1 – 6     | Аргентина         | товариський матч                | -    |           |
| 14-11-2019 | Портов'єхо       | Еквадор           | 3 – 0     | Тринідад і Тобаго | товариський матч                | -    | 45' 58'   |
| 19-11-2019 | Гаррісон         | Еквадор           | 0 – 1     | Колумбія          | товариський матч                | -    | 67'       |
| 8-10-2020  | Буенос-Айрес     | Аргентина         | 1 – 0     | Еквадор           | Відбір до ЧС 2022               | -    |           |
| 13-10-2020 | Кіто             | Еквадор           | 4 – 2     | Уругвай           | Відбір до ЧС 2022               | 2    | 64'       |
| 12-11-2020 | Ла-Пас           | Болівія           | 2 – 3     | Еквадор           | Відбір до ЧС 2022               | -    |           |
| 17-11-2020 | Кіто             | Еквадор           | 6 – 1     | Колумбія          | Відбір до ЧС 2022               | 1    |           |
| 29-3-2021  | Гуаякіль         | Еквадор           | 2 – 1     | Болівія           | товариський матч                | 1    | 59'       |
| 4-6-2021   | Порту-Алегрі     | Бразилія          | 2 – 0     | Еквадор           | Відбір до ЧС 2022               | -    | 62'       |
| 8-6-2021   | Кіто             | Еквадор           | 1 – 2     | Перу              | Відбір до ЧС 2022               | -    |           |
| 13-6-2021  | Куяба            | Колумбія          | 1 – 0     | Еквадор           | Копа Америка 2021 - 1-й етап    | -    |           |
| 23-6-2021  | Гоянія           | Еквадор           | 2 – 2     | Перу              | Копа Америка 2021 - 1-й етап    | -    |           |
| 3-7-2021   | Гоянія           | Аргентина         | 3 – 0     | Еквадор           | Копа Америка 2021 - чвертьфінал | -    | 46'       |
| 2-9-2021   | Кіто             | Еквадор           | 2 – 0     | Парагвай          | Відбір до ЧС 2022               | 1    | 81' 90+6' |
| 9-9-2021   | Монтевідео       | Уругвай           | 1 – 0     | Еквадор           | Відбір до ЧС 2022               | -    | 80'       |
| 7-10-2021  | Гуаякіль         | Еквадор           | 3 – 0     | Болівія           | Відбір до ЧС 2022               | 1    | 79'       |
| 10-10-2021 | Каракас          | Венесуела         | 2 – 1     | Еквадор           | Відбір до ЧС 2022               | -    |           |
| 14-10-2021 | Барранкілья      | Колумбія          | 0 – 0     | Еквадор           | Відбір до ЧС 2022               | -    |           |
| 27-10-2021 | Шарлотт          | Мексика           | 2 – 3     | Еквадор           | товариський матч                | -    | 49' 82'   |
| 17-11-2021 | Сантьяго         | Чилі              | 0 – 2     | Еквадор           | Відбір до ЧС 2022               | -    | 87'       |
| 5-12-2021  | Х'юстон          | Сальвадор         | 1 – 1     | Еквадор           | товариський матч                | -    |           |
| 27-1-2022  | Кіто             | Еквадор           | 1 – 1     | Бразилія          | Відбір до ЧС 2022               | -    | 85'       |
| 1-2-2022   | Ліма             | Перу              | 1 – 1     | Еквадор           | Відбір до ЧС 2022               | 1    | 81'       |
| 24-3-2022  | Сьюдад-дель-Есте | Парагвай          | 3 – 1     | Еквадор           | Відбір до ЧС 2022               | -    | 58'       |
| 29-3-2022  | Гуаякіль         | Еквадор           | 1 – 1     | Аргентина         | Відбір до ЧС 2022               | 1    | 68' 82'   |
| 3-6-2022   | Гаррісон         | Еквадор           | 1 – 0     | Нігерія           | товариський матч                | -    | 60'       |
| 6-6-2022   | Чикаго           | Мексика           | 0 – 0     | Еквадор           | товариський матч                | -    | 68'       |
| 23-9-2022  | Мурсія           | Саудівська Аравія | 0 – 0     | Еквадор           | товариський матч                | -    | 67'       |
| 27-9-2022  | Дюссельдорф      | Японія            | 0 – 0     | Еквадор           | товариський матч                | -    | 90+1'     |
| 12-11-2022 | Мадрид           | Еквадор           | 0 – 0     | Ірак              | товариський матч                | -    | 46'       |
| Усього     |                  | Матчів            | 36        |                   | Голів                           | 8    |           |

## Титули і досягнення
- Чемпіон Еквадору (1):

ЛДУ Кіто: 2024
- Переможець Суперкубка Еквадору (1):

ЛДУ Кіто: 2025